# 설득하면서 아자부주반 duet with 미노 몬타
〈설득하면서 아자부쥬반 duet with 미노 몬타〉(일본어: 口説きながら麻布十番 duet with みの もんた)는 SDN48의 4번째 싱글이다. 2011년 12월 28일, 유니버설 뮤직을 통해 발매되었다.

## 개요
통상반 Type A, Type B 및 극장반의 3 형태로 발매된다. 표제곡은 미노 몬타를 맞이한 듀엣곡이 되고 있다.

## 참가 멤버

### 설득하면서 아자부쥬반 duet with 미노 몬타
- 1기생 : 아키타 카즈에, 우라노 카즈미, 오오호리 메구미, 코하라 하루카, 사토 유카리, 세리나, 노로 카요
- 2기생 : KONAN

### 하고 싶어하는 사람
「언더걸즈 팀G」 명의
- 1기생 : 오오코치 미사, 코치 마사미, 테즈카 마치코
- 2기생 : 아이카와 유키, 나츠코, 후쿠다 아카네, 후지코소 유미, 호소다 미유우, 마츠시마 루미
- 3기생 : 시연, 토지마 하나, miray

### 감자탕 모정
「언더걸즈 A」 명의
- 1기생 : 콘도 사야카, 첸츄, 나츄, 하타케야마 치사키
- 2기생 : 아키코, 키모토 유키, 다카하시 유이, 츠다 마리나
- 3기생 : 코마타니 히토미, 시나하마 사에미

### 카샤사로 자백한다
「언더걸즈 B」 명의
- 1기생 : 이마요시 메구미, 우메다 하루카, 카이다 쥬리, 카토 마미, 니시쿠니하라 레이코, 미츠이 히로미
- 2기생 : 이토 마나, 오오야마 아이미
- 3기생 : 코죠 세아라

## 수록곡

### Type A
1. 설득하면서 아자부쥬반 duet with 미노 몬타(口説きながら麻布十番 duet with みの もんた)
(작사：아키모토 야스시, 작곡：코니시 타카오, 편곡：노나카“야”유이치)
2. 하고 싶어하는 사람(やりたがり屋さん)
(작사：아키모토 야스시, 작곡·편곡：RED APPLE·RED COOL)
3. 감자탕 모정(カムジャタン慕情)
(작사：아키모토 야스시, 작곡：cAnON, 편곡：마스다 타케시)
4. 설득하면서 아자부쥬반 duet with 미노 몬타(口説きながら麻布十番 duet with みの もんた) (off vocal ver.)
5. 하고 싶어하는 사람(やりたがり屋さん) (off vocal ver.)
6. 감자탕 모정(カムジャタン慕情) (off vocal ver.)

DVD
1. 「설득하면서 아자부쥬반 duet with 미노 몬타(口説きながら麻布十番 duet with みの もんた)」Music Clip
2. 「하고 싶어하는 사람(やりたがり屋さん)」Music Clip
3. 「감자탕 모정(カムジャタン慕情)」Music Clip
4. 레코딩 & MV 메이킹 영상 (Type A version)
5. SDN48 콩트 (KY캐바양, 사토씨, 동반 출근)

특전 (첫회 프레스분만)
- 전국 악수회 이벤트 참가권 봉입

### Type B
1. 설득하면서 아자부쥬반 duet with 미노 몬타(口説きながら麻布十番 duet with みの もんた)
2. 하고 싶어하는 사람(やりたがり屋さん)
3. 카샤사로 자백한다(カシャーサで自白する)
(작사：아키모토 야스시, 작곡：YUMA, 편곡：후지사와 요시마사)
4. 설득하면서 아자부쥬반 duet with 미노 몬타(口説きながら麻布十番 duet with みの もんた) (off vocal ver.)
5. 하고 싶어하는 사람(やりたがり屋さん) (off vocal ver.)
6. 카샤사로 자백한다(カシャーサで自白する) (off vocal ver.)

DVD
1. 「설득하면서 아자부쥬반 duet with 미노 몬타(口説きながら麻布十番 duet with みの もんた)」Music Clip
2. 「하고 싶어하는 사람(やりたがり屋さん)」Music Clip
3. 「카샤사로 자백한다(カシャーサで自白する)」Music Clip
4. 레코딩 & MV 메이킹 영상 (Type B version)
5. SDN48 콩트 (노로 가의 수수께끼)

특전 (첫회 프레스분만)
- 전국 악수회 이벤트 참가권 봉입

### 극장반
1. 설득하면서 아자부쥬반 duet with 미노 몬타(口説きながら麻布十番 duet with みの もんた)
2. 하고 싶어하는 사람(やりたがり屋さん)
3. 감자탕 모정(カムジャタン慕情)
4. 카샤사로 자백한다(カシャーサで自白する)

특전
- 극장반 발매 기념 악수회 참가권